# Сантуарио (Бјела)
Сантуарио је насеље у Италији у округу Бијела, региону Пијемонт.
Према процени из 2011. у насељу је живело 63 становника. Насеље се налази на надморској висини од 756 м.